# Sphere 1
Lo Sphere 1 fu un personal computer messo in commercio nel 1975 da Sphere Corporation, un'azienda produttrice di computer fondata da Michael Donald Wise (1949–2002) a Bountiful, nello Utah (USA).  Lo Sphere 1 era basato sulla CPU Motorola 6800, integrava della ROM sulla scheda madre, 4 kB di memoria RAM espandibili a 64 kB, un monitor e una tastiera con un tastierino numerico.
Lo Sphere 1  è riconosciuto dalla rivista Byte come primo personal computer nelle sue pubblicazioni commemorative (ogni 5 anni): quello che differenziava lo Sphere 1 dai precedenti microcomputer era che esso includeva il tastierino numerico ed il monitor in un cabinet. Bisogna ricordare che prima di esso vi sono stati altri computer di tipo "personal" ma dalle caratteristiche meno moderne (in particolare, non erano utilizzati microprocessori).

## Caratteristiche tecniche
Sphere Corporation offriva diverse configurazioni:
- One-Card Computer - Versione speciale per hobbisti di un computer su singola scheda:
  - CPU: Motorola 6800
  - RAM: 4 KB
  - EPROM: 512 byte, contenente il Program Development System
  - ROM contenente un monitor
  - RTC (orologio in tempo reale)
  - Input/output: 16 linee digitali
  - interfaccia di comunicazione seriale
  - Prezzo: kit 350$, assemblato 520$

- CPU Board - Scheda logica con la CPU ed i chip accessori:
  - CPU: Motorola 6800
  - RAM: 4 KB
  - EPROM: 1 KB contenente il Program Development System
  - RTC
  - Prezzo: kit 522$, assemblato 622$

- Sphere 1 - Computer completo che include la "CPU Board" più i seguenti componenti:
  - Scheda capace di generare un segnale video di 16×32 caratteri
  - tastiera ASCII con tastierino numerico e tasti freccia
  - case, alimentatore, manuali e parti accessorie
  - Prezzo: kit 860$, assemblato 1.400$*

- Sphere 2
  - Come lo Sphere 1 ma con in più la scheda di interfaccia seriale/lettore di nastri oppure l'interfaccia per un modem
  - Prezzo: kit 999$, assemblato $1.499$*

- Sphere 3
  - Come lo Sphere 2 ma con una scheda di memoria aggiuntiva (totale 20 KB)
  - Prezzo: kit 1.765$, assemblato 2.250$*

- Sphere 4
  - Come lo Sphere 3 ma con al posto del lettore di nastri un doppio floppy disk di IBM, compreso un DOS ed una stampante di linea 65 LPM
  - Prezzo: kit 6.100$, assemblato 7.995$*

*:  la versione assemblata era fornita già montata in un case completo che includeva anche un monitor
I computer Sphere venivano offerti con un software preinstallato nella memoria non volatile chiamato Program Development System, che comprendeva un assembler, un editor di testo, un debugger ed una rudimentale interfaccia a riga di comando richiamata in automatico all'accensione della macchina con la quale l'utente poteva, tra l'altro, caricare dei programmi dal lettore di nastri e salvare il contenuto di una porzione di memoria. Erano offerte anche due versioni del BASIC, una versione minimale su ROM da 1 KB oppure un compilatore esteso con funzionalità avanzate (gestione dei file, degli array e delle stringhe) che, però, necessitava di almeno 12 KB di memoria. Il sistema era espandibile: poteva supportare fino a 64 KB di RAM, poteva gestire fino a 4 dischi e poteva essere utilizzato come terminale in una rete (fino ad un massimo di 8 terminali).

## Origine del Ctrl-Alt-Canc
La combinazione di tasti Control-alt-canc era molto nota ai possessori dei computer degli anni ottanta perché permetteva di resettare il computer senza dover spegnere e riaccendere la macchina. L'invenzione di questa combinazione è universalmente attribuita a David Bradley, un ingegnere di IBM che la ideò durante lo sviluppo del primo PC IBM.
Secondo l'azienda A-Systems, invece, colui che per primo usò una combinazione di tasti per resettare un sistema fu proprio Michael Donald Wise, che scelse questo metodo per effettuare il riavvio del suo computer Sphere 1, conscio del fatto che continuare a spegnere ed accendere il PC per svuotare la RAM era uno stress per la memoria e gli altri circuiti. Inserì quindi un paio di tasti sulla tastiera con la scritta "RESET", uno in basso a sinistra ed uno in alto a destra, in modo che sarebbe stato difficile premerli insieme involontariamente, e li collegò elettricamente in serie al piedino di reset del microprocessore. Premendoli singolarmente non accadeva nulla, ma premendoli insieme essi inviavano un segnale elettrico alla CPU (più precisamente, collegavano quel piedino a massa), che si resettava.